# Маруся (команда Формули-1)
Marussia F1 Team (укр. Маруся Ф-1 Тім) — російська автогоночна команда, що дебютувала у Формулі-1 в сезоні 2012 року. Створена на базі команди Верджин після купівлі останньої компанією Marussia Motors. Використовує двигуни Cosworth.

## Історія

### Передумови появи
В 2009 році тодішній президент ФІА, Макс Мослі та керівництво федерації оголосили про намір збільшити стартову решітку команд Формули-1 до 13. Огоглошується конкурс на 4 вакантних місця в Формулі-1 і влітку цього ж року оголошуються 4 переможці серед котрих опиняється британська команда Manor Grand Prix. В цю саму літню пору поширюються чутки, що корпорація Virgin британського мільярдера Річарда Бренсона може стати спонсором нового колективу. Про угоду між Manor Motorsport та Virgin Group оголошується тільки 15 грудня 2009 року, в результаті чого назва команди міняється на Virgin Racing. В цей же час, на презентації команди в Лондоні стає відомо, що російський виробник суперкарів Marussia Motors стане одним з спонсорів британського колективу. Протягом сезону 2010 р. надпис «Marussia» знаходиться на верхній частині носового обтікача боліда Virgin VR-01.
Наприкінці 2009 року з'являється інформація, що компанія Marussia Motors викупила контрольний пакет акцій Virgin Racing, а на наступний сезон команда змінює назву на Marussia Virgin Racing. Загалом, в новому сезоні офіційним конструктором шасі так і залишилася Virgin Racing, назва Marussia стає найменуванням спонсора команди. Однак, нове шасі 2011 року отримує ім'я Virgin MVR-02, яке представляють 7 лютого у лондонській студії BBC. Також Микола Фоменко добивається, щоб команда виступала під російською ліцензією, таким чином ставши другою російською командою за всю історію Формули-1.
Невдалий виступ стає причиною того, що команда розстається з Ніком Уїртом в середині сезону. Микола Фоменко розпочинає більш суттєві реформи в команді: купується Wirth Research, здійснюється переїзд із Шеффілда до купленої у Ніка Уїрта бази в Банбері, досягається згода про співпрацю з McLaren та змінюється назва команди у кінці сезону.
Стає відомо, що з імені команди зникне назва компанії «Virgin», котра, тим не менш, залишається одним із спонсорів російської команди. в ЗМІ починає фігурувати назва Marussia Racing. На початку 2012 рю стає відомо про нове іменування команди, котра в сезоні 2012 буде Marussia F1 Team, тоді ж представляється новий логотип.

### Сезон 2012
Наприкінці 2011 року стає відомо про призових пілотів 2012 року: німець Тімо Глок залишається в команді, а місце Жерома д'Амброзіо займе француз Шарль Пік, що став 4 у серії GP2 в 2011 р. 
В середині січня 2012 р.  Пет Сімондс оголошує, що команда представить новий болід тільки під час другої серії тестів, проте згодом плани міняються. Команда пропускає першу серію тестів в Хересі з 7 по 10 лютого, щоб сконцентруватися на підготовці нового шасі, котре буде представлене на третій серії тестів в Барселоні 1 березня 2012 року. Другу серію тесті в Барселоні (21-24 лютого 2012 р.) команда відпрацьовує з торішнім шасі MVR-02. Її плани знову порушуються, коли новий болід не спромогається пройти 1 із 18 обов'язкових краш-тестів ФІА, тому згідно правил вони не змогли узяти участь в тестах з новим болідом. Таким чином, в Marussia вирішили сконцентруватися на вирішенні проблеми і пропускають 3 та 4 тестову серії в Барселоні, поки проблема не вирішується вже після завершення всіх передсезонних тестів 6 березня 2012 р. У кінці січня 2012 р. стає відомо, що у сезоні 2012 команда не буде використовувати KERS, а  наприкінці лютого - про відсутність на новому боліді "сходинки" носової частини. Через проблеми з проходженням краш-тесту болід для 2012 р. - Marussia MR01 було представлено тільки 5 березня 2012 р. в Сільверстоуні, щоб використовувати його в рамках знімального дня.

### Банкрутство 2014
7 листопада 2014 року стало відомо, що «Маруся» стала банкрутом та звільняє 200 своїх працівників, а також не братиме участі в гран-прі Абу-Дабі, пропустивши до цього гонки в США та Бразилії.

## Аварії та надзвичайні події
3 липня 2012 року, під час випробовувального заїзду на території аеродрому Даксфорд в англійському графстві Кембриджшир, болід команди, під управлінням тест-пілота, іспанки Марії де Вільоти під час завершення першого кола несподівано прискорюється та врізається в припарковану вантажівку команди. З тяжкими травмами голови та обличчя де Вільота була доставлена в клініку Адденбрук у Кембриджі, де колективом хірургів було проведено багатогодинну операцію. У результаті травм, отриманих при аварії, Марія втрачає праве око.

## Результати виступів
| Сезон | Шасі  | Двигун                 | Шини | Пілоти           | 1   | 2    | 3   | 4    | 5    | 6    | 7    | 8    | 9    | 10  | 11  | 12  | 13   | 14  | 15   | 16   | 17  | 18   | 19  | 20  | Очки | Місце |
| ----- | ----- | ---------------------- | ---- | ---------------- | --- | ---- | --- | ---- | ---- | ---- | ---- | ---- | ---- | --- | --- | --- | ---- | --- | ---- | ---- | --- | ---- | --- | --- | ---- | ----- |
| 2012  | MR01  | Cosworth CA2012 2.4 V8 | P    |                  | АВС | МАЛ  | КИТ | БАХ  | ІСП  | МОН  | КАН  | ЄВР  | ВЕЛ  | НІМ | УГО | БЕЛ | ІТА  | СІН | ЯПО  | КОР  | ІНД | АБУ  | США | БРА | 0    | 11    |
| 2012  | MR01  | Cosworth CA2012 2.4 V8 | P    | Тімо Глок        | 14  | 17   | 19  | 19   | 18   | 14   | Схід | НС   | 18   | 22  | 21  | 15  | 17   | 12  | 16   | 18   | 20  | 14   | 19  | 16  | 0    | 11    |
| 2012  | MR01  | Cosworth CA2012 2.4 V8 | P    | Шарль Пік        | 15† | 20   | 20  | Схід | Схід | Схід | 20   | 15   | 19   | 20  | 20  | 16  | 16   | 16  | Схід | 19   | 19  | Схід | 20  | 12  | 0    | 11    |
| 2013  | MR02  | Cosworth CA2013 2.4 V8 | P    |                  | АВС | МАЛ  | КИТ | БАХ  | ІСП  | МОН  | КАН  | ВЕЛ  | НІМ  | УГО | БЕЛ | ІТА | СІН  | КОР | ЯПО  | ІНД  | АБУ | США  | БРА |     | 0    | 10    |
| 2013  | MR02  | Cosworth CA2013 2.4 V8 | P    | Жуль Б'янкі      | 15  | 13   | 15  | 19   | 18   | Схід | 17   | 16   | Схід | 16  | 18  | 19  | 18   | 16  | Схід | 18   | 20  | 18   | 17  |     | 0    | 10    |
| 2013  | MR02  | Cosworth CA2013 2.4 V8 | P    | Макс Чилтон      | 17  | 16   | 17  | 20   | 19   | 14   | 19   | 17   | 19   | 17  | 19  | 20  | 17   | 17  | 19   | 17   | 21  | 21   | 19  |     | 0    | 10    |
| 2014  | MR03  | Ferrari 059/3 1.6 V6 t | P    |                  | АВС | МАЛ  | БАХ | КИТ  | ІСП  | МОН  | КАН  | АВТ  | ВЕЛ  | НІМ | УГО | БЕЛ | ІТА  | СІН | ЯПО  | РОС  | США | БРА  | АБУ |     | 2    | 9     |
| 2014  | MR03  | Ferrari 059/3 1.6 V6 t | P    | Макс Чилтон      | 13  | 15   | 13  | 19   | 19   | 14   | Схід | 17   | 16   | 17  | 16  | 16  | Схід | 17  | 18   | Схід |     |      |     |     | 2    | 9     |
| 2014  | MR03  | Ferrari 059/3 1.6 V6 t | P    | Жуль Б'янкі      | НКЛ | Схід | 16  | 17   | 18   | 9    | Схід | 15   | 14   | 15  | 15  | 18† | 18   | 16  | 20†  |      |     |      |     |     | 2    | 9     |
| 2014  | MR03  | Ferrari 059/3 1.6 V6 t | P    | Александер Россі |     |      |     |      |      |      |      |      |      |     |     | Від |      |     |      | Від  |     |      |     |     | 2    | 9     |
| 2015  | MR03B | Ferrari 059/3 1.6 V6 t | P    |                  | АВС | МАЛ  | КИТ | БАХ  | ІСП  | МОН  | КАН  | АВТ  | ВЕЛ  | УГО | БЕЛ | ІТА | СІН  | ЯПО | РОС  | США  | МЕК | БРА  | АБУ |     | 0    | 10    |
| 2015  | MR03B | Ferrari 059/3 1.6 V6 t | P    | Вілл Стівенс     | НТР | НС   | 15  | 16   | 17   | 17   | 17   | Схід | 13   | 16† | 16  | 15  | 15   | 19  | 14   | Схід | 16  | 17   | 18  |     | 0    | 10    |
| 2015  | MR03B | Ferrari 059/3 1.6 V6 t | P    | Роберто Мері     | НТР | 15   | 16  | 17   | 18   | 16   | Схід | 14   | 12   | 15  | 15  | 16  |      |     | 13   |      |     |      | 19  |     | 0    | 10    |
| 2015  | MR03B | Ferrari 059/3 1.6 V6 t | P    | Александер Россі |     |      |     |      |      |      |      |      |      |     |     |     | 14   | 18  |      | 12   | 15  | 18   |     |     | 0    | 10    |

† Пілот не зміг завершити перегони, але був класифікований, подолавши понад 90% дистанції.